# Nicky Cleșcenco
Nicky Cleșcenco, né le 23 juillet 2001 à Dublin en Irlande, est un footballeur international moldave, qui évolue au poste d'ailier gauche au sein du FC Sion.

## Statistiques
| Saison                | Club                  | Championnat           | Championnat | Championnat | Coupe(s) nationale(s) | Coupe(s) nationale(s) | Compétition(s) continentale(s) | Compétition(s) continentale(s) | Compétition(s) continentale(s) | Total | Total |
| Saison                | Club                  | Division              | M.          | B.          | M.                    | B.                    | Comp.                          | M.                             | B.                             | M.    | B.    |
| 2020-2021             | FC Sion M21           | Promotion League      | 5           | 1           | -                     | -                     | -                              | -                              | -                              | 5     | 1     |
| 2021-2022             | FC Sion M21           | Promotion League      | 18          | 5           | -                     | -                     | -                              | -                              | -                              | 18    | 5     |
| 2022-2023             | FC Sion M21           | 1re ligue             | 2           | 0           | -                     | -                     | -                              | -                              | -                              | 2     | 0     |
| Sous-total            | Sous-total            | Sous-total            | 25          | 6           | -                     | -                     | -                              | -                              | -                              | 25    | 6     |
| 2022-2023             | FC Sion               | Super League          | 0           | 0           | -                     | -                     | -                              | -                              | -                              | 0     | 0     |
| Sous-total            | Sous-total            | Sous-total            | 0           | 0           | -                     | -                     | -                              | -                              | -                              | 0     | 0     |
| Total sur la carrière | Total sur la carrière | Total sur la carrière | 25          | 6           | -                     | -                     | -                              | -                              | -                              | 25    | 6     |